# Apogon wassinki
 Apogon wassinki és una espècie de peix de la família dels apogònids i de l'ordre dels perciformes.

## Morfologia
Els mascles poden assolir els 7 cm de longitud total.

## Distribució geogràfica
Es troba des de Malàisia fins a Papua Nova Guinea i Austràlia.